# Tauroligidium stygium
Tauroligidium stygium är en kräftdjursart som beskrevs av Borutzkii 1950. Tauroligidium stygium ingår i släktet Tauroligidium och familjen gisselgråsuggor. Inga underarter finns listade i Catalogue of Life.